# Tešio (provincie)
Provincie Tešio (japonsky: 天塩国; Tešio no kuni) byla stará japonská provincie založená během období Meidži na ostrově Hokkaidó, která existovala jen krátce. Její území odpovídalo současné podprefektuře Rumoi a severní polovině podprefektury Kamikawa.
Provincie vznikla 15. srpna 1869, kdy se skládala ze šesti okresů. V roce 1872 při sčítání lidu činila populace provincie 1 576 lidí. V roce 1882 byly provincie na Hokkaidó zrušeny.

## Okresy
- Mašike (増毛郡)
- Rumoi (留萌郡)
- Tomamae (苫前郡)
- Tešio (天塩郡)
- Nakagawa (中川郡)
- Kamikawa (上川郡)